# Wybrzeże Gdańsk (koszykówka)
Wybrzeże Gdańsk – nieistniejąca sekcja koszykówki męskiej wielosekcyjnego klubu GKS Wybrzeża Gdańsk, wielokrotnego mistrza Polski. Klub powstał w 1946 jako Gwardia Gdańsk. W 1957 zespół przystąpił do rozgrywek II ligi już jako GKS Wybrzeże Gdańsk. W 1996 został rozwiązany z powodu problemów finansowych.
15 marca 1970 Edward Jurkiewicz ustanowił rekord najwyższej klasy rozgrywkowej, zdobywając 84 punkty, podczas spotkania z Baildonem Katowice. Został on poprawiony dwanaście lat później (10 grudnia 1982) przez Mieczysława Młynarskiego z Górnika Wałbrzych, który podczas rywalizacji z Pogonią Szczecin zanotował 90 punktów.
Podczas swojej kariery w barwach GKS Jurkiewicz przekraczał granicę co najmniej 50 zdobytych punktów szesnastokrotnie. Ośmiokrotnie zostawał liderem strzelców ligi. W sezonie 1976/1977 notował rekordowe 38,2 punktu na mecz, co jest nadal rekordem polskiej ligi, podobnie jak i suma 1717 punktów zdobytych w tamtym sezonie.

## Sukcesy
- Sezony w I lidze (27): 1955–1957, 1959–1982, 1983–1984, 1988–1989
- Mistrzostwo Polski (4): 1970/1971, 1971/1972, 1972/1973, 1977/1978
- Wicemistrzostwo Polski (2): 1969/1970, 1979/1980
- Brąz mistrzostw Polski (3): 1963/1964, 1967/1968, 1974/1975
- Puchar Polski (3): (1976, 1978, 1979)
- Awans do najwyższej klasy rozgrywkowej (1959, 1983, 1988)
- Mistrzostwo Polski Juniorów: 1970

## Nagrody i wyróżnienia
| MVP sezonu - Edward Jurkiewicz (1971, 1976, 1977) | I skład ligi - Edward Jurkiewicz (1979) - Wojciech Rosiński (1980) | Uczestniczy FIBA All-Star Game - Edward Jurkiewicz (1971) |

## Reprezentanci Polski
Seniorów
| Igrzyska olimpijskie - Zbigniew Dregier (1960, 1964) - Janusz Cegliński (1972) - Wojciech Rosiński (1980) | Mistrzostwa Europy - Zygmunt Wysocki (1961) - Zbigniew Dregier ( 1963, 1965, 1967) - Edward Jurkiewicz (1971, 1975) - Janusz Cegliński (1971, 1973) - Wojciech Rosiński (1979, 1981) | Mistrzostwa świata - Zbigniew Dregier (1967) | Pozostali - Jan Nowicki |

Wyróżnienia indywidualne
- 1971: Edward Jurkiewicz – lider strzelców mistrzostw Europy, I skład mistrzostw Europy (1969, 1971)

## Ligowi liderzy
Punkty
- Edward Jurkiewicz (1970–1972, 1974–1978)

## Imprezy międzynarodowe

### Wybrzeże Gdańsk – All-Stars USA
12 maja 1964 – Gdańsk

Wybrzeże Gdańsk (32:57) 71:117 All-Stars USA
Skład All-Stars USA: Bob Pettit (Hawks) 32 pkt., Tom Heinsohn (Celtics) 20, Bill Russell (Celtics) 19, Oscar Robertson (Royals) 18, Jerry Lucas (Royals) 16,  Tom Gola (Knicks) 6, Bob Cousy 5, K.C. Jones (Celtics) 1. Trener: Red Auerbach (Celtics)
Skład Wybrzeża Gdańsk: Zygmunt Wysocki 28, Jerzy Młynarczyk 15, Zbigniew Dregier 14, Władysław Czarnowski 8, Andrzej Jezierski 4, Edmund Gostomski 2, Eugeniusz Stachowski 0. Trener: Jan Rudelski

## Trenerzy
- 1954–1955: Jan Rudelski
- 1956–1957: Jan Rudelski
- 1958–1960: Jan Rudelski
- 1960–1962: Jerzy Lelonkiewicz
- 1962–1966: Jan Rudelski
- 1966–1967: Jan Rudelski, Romuald Markowski
- 1967–1970: Jan Rudelski
- 1970–1971: Jan Rudelski, Zbigniew Meller
- 1971–1972: Jan Rudelski
- 1972–1974: Zbigniew Meller
- 1974–1976: Jan Rudelski
- 1976–1977: Stefan Kamrowski
- 1977–1981: Jan Jargiełło
- 1981–1983: Wojciech Kapuściński, Jan Rudelski
- 1983–1984: Jan Rudelski
- 1987–1989: Władysław Markowski

## Sezon po sezonie

### Rozgrywki krajowe
Gwardia Gdańsk
- 1946-1954 - bd
- 1954-55 - II liga - 9-1 - 1 m. w grupie B
- 1955-56 - I liga - 3-15 - 10 m.
- 1956-57 - I liga - 2-13 - 12 m.

Wybrzeże Gdańsk
- 1957-58 - II liga
- 1958-59 - II liga - 12-2 - 1 m. - awans
- 1959-60 - I liga - 11-11 - 7 m.
- 1960-61 - I liga - 12-10 - 6 m.
- 1961-62 - I liga - 11-11 - 8 m.
- 1962-63 - I liga - 13-9 - 5 m.
- 1963-64 - I liga - 16-6 - 3 m.
- 1964-65 - I liga - 10-12 - 7 m.
- 1965-66 - I liga - 14-8 - 5 m.
- 1966-67 - I liga - 11-11 - 7 m.
- 1967-68 - I liga - 17-5 - 3.
- 1968-69 - I liga - 14-8 - 4 m.
- 1969-70 - I liga - 17-5 - 2 m.
- 1970-71 - I liga - 30-6 - Mistrzostwo
- 1971-72 - I liga - 15-3 - Mistrzostwo
- 1972-73 - I liga - 26-10 - Mistrzostwo
- 1973-74 - I liga - 18-18 - 5 m.
- 1974-75 - I liga - 27-6 - 3 m.
- 1975-76 - I liga - 19-14 - 5 m. Puchar Polski
- 1976-77 - I liga - 32-17 - 4 m.
- 1977-78 - I liga - 21-9 - Mistrzostwo , Puchar Polski
- 1978-79 - I liga - 17-11 - 5 m. Puchar Polski
- 1979-80 - I liga - 22-14 - 2 m.
- 1980-81 - I liga - 16-20 - 8 m.
- 1981-82 - I liga - 4-14 - 9 m.
- 1982-83 - II liga - 32-4 - 1 m. w grupie B - awans
- 1983-84 - I liga - 7-11 - 7 m.
- 1984-85 - II liga - 16-6 - 3 m. w grupie B
- 1985-86 - II liga - 15-7 - 3 m. w grupie B
- 1986-87 - II liga - 10-12 - 8 m. w grupie B
- 1987-88 - II liga - 18-4 - 1 m. w grupie B - awans
- 1988-89 - I liga - 3-19 - 12 m.
- 1989-90 - II liga - 15-7 - 3 m. w grupie B
- 1990-91 - II liga - 12-10 - 6 m. w grupie B
- 1991-92 - II liga - 11-11 - 7 m. w grupie B
- 1992-93 - II liga - 11-14 - 10 m. w grupie B
- 1993-94 - II liga - 19-12 - 2 m. w grupie B
- 1994-95 - II liga - 18-10 - 5 m. w grupie B
- 1995-96 - II liga - 21-5 - 3 m. w grupie B

### Rozgrywki międzynarodowe Wybrzeża Gdańsk
- 1973-74 - Puchar Europy Mistrzów Krajowych: I runda - wyeliminowany;
- 1976-77 - Puchar Europy Zdobywców Pucharów: II runda - wyeliminowany;
- 1978-79 - Puchar Europy Mistrzów Krajowych: grupa ćwierćfinałowa - wyeliminowany;